# Průsmyk Thanë

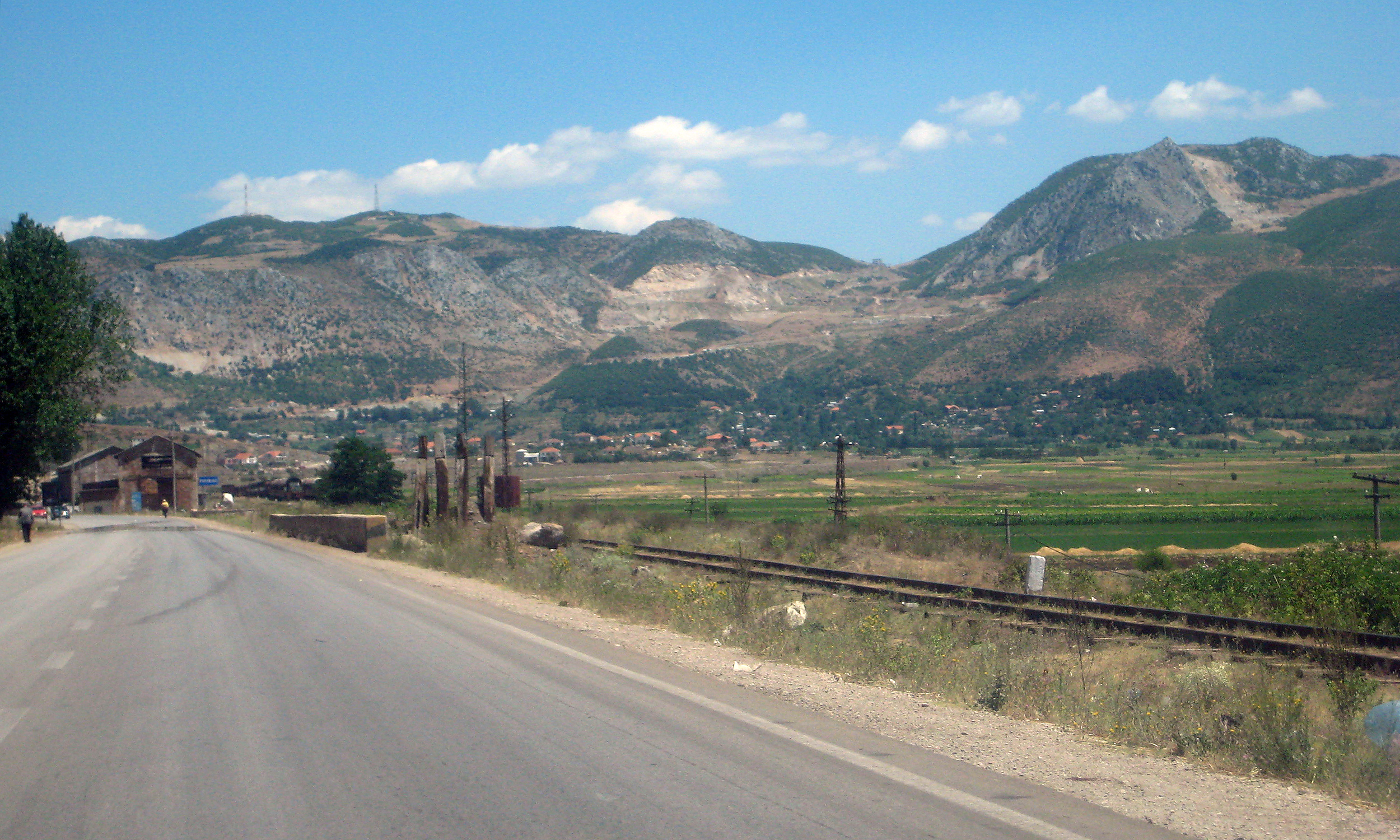
Pohled ze západní strany.

Průsmyk Thanë (albánsky Qafe Thanë/Qafe Thana, makedonsky Ќафасан) se nachází na východě Albánie v blízkosti Ochridského jezera. Jeho nejvyšší bod má nadmořskou výšku 937 m.
Průsmyk se nachází na přirozeném dopravním tahu, který spojuje města Elbasan, Librazhd a Prrenjas v údolí řeky Shkumbin s Ohridským jezerem. Hlavní dopravní tahy z Severní Makedonie do Albánie procházejí právě tímto průsmykem (albánská silnice SH 3). Ze západní strany opouští silnice údolí řeky Shkumbin zhruba v nadmořské výšce 400 m u vesnice Qukës; poté stoupá do města Prrenjas k nadmořské výšce 550 m. Za městem začíná podstatné stoupání až k vrcholku průsmyku. Z východní strany poté silnice klesá velmi rychle až k nadmořské výšce 700 m, kde se nachází i hladina Ohridského jezera.
Severovýchodně od průsmyku probíhá i albánsko-severomakedonská hranice. Nachází se zde hraniční přechod, který nese název tohoto průsmyku.
Pod průsmykem je rovněž vedena i železniční trať v tunelu dlouhém 3015 m.